# Пахлаван, Эхсан
Эхсан Пахлаван (перс. احسان پهلوان‎; 25 июля 1993 года, Боджнурд) — иранский футболист, играющий на позиции полузащитника. Ныне на правах аренды выступает за иранский клуб «Трактор Сази».

## Клубная карьера
Эхсан Пахлаван начинал свою карьеру футболиста в 2011 году в клубе «Гостареш Фулад» из города Тебриз, выступавшем тогда в Лиге Азадеган. Первую половину 2013 года он на правах аренды провёл за команду Про-лиги «Зоб Ахан». 5 января того же года Пахлаван дебютировал в главной иранской лиге, выйдя на замену в концовке домашнего поединка против тегеранского «Эстегляля». Спустя неделю он забил свой первый гол на высшем уровне, сравняв счёт в исфаханском дерби с «Сепаханом».
Летом того же года Эхсан Пахлаван заключил с «Зоб Аханом» полноценный контракт, а в конце ноября был отдан в аренду «Сепахану», появившись на поле в его майке лишь в одном матче чемпионата. По окончании сезона Пахлаван вернулся в «Зоб Ахан», а в декабре 2017 года на правах аренды перешёл в «Трактор Сази» из Тебриза.

## Достижения
«Зоб Ахан»
- Обладатель Кубка Ирана (2): 2014/15, 2015/16
- Обладатель Суперкубка Ирана: 2016